# Chatham Green
Chatham Green – przysiółek w Anglii, w Esseksie. Chatham Green jest wspomniana w Domesday Book (1086) jako Cetham.